# 氷見市教育文化センター
氷見市教育文化センター（ひみしきょういくぶんかセンター）とは、富山県氷見市に所在する複合施設である。

## 概要
1980年度に氷見市民会館の隣接地、氷見市立南小学校跡地にて着工、1982年（昭和57年）3月4日に竣工した。4階（一部5階）建ての建築物で、氷見市立博物館や氷見市立図書館、中央公民館および氷見市の一部機関が入居している。
建物は第13回（昭和57年）富山県建築賞一般の部に入選している。

## 階層について
1階、2階
- 氷見市立図書館、氷見市立博物館[3]

3階
- 氷見市教育委員会、氷見市水道局など氷見市の機関[3]

4階
- 氷見市中央公民館（4月1日利用開始、茶室なども備えられている）[3]